# Marina Occhiena
Marina Occhiena (Genova, 19 marzo 1950) è una cantante italiana.
È conosciuta per essere stata la "bionda" dei Ricchi e Poveri, gruppo musicale italiano del quale ha fatto parte dal 1967 al 1981.

## Biografia

### Esordi
L'esordio nel mondo della canzone avviene a quindici anni: Marina incide la sua prima canzone (usando il solo nome di battesimo), intitolata A poco a poco, per la Ricordi; il brano viene inserito in un Q-Disc, intitolato I ragazzi del Juke-Box, assieme ad altre tre tracce, interpretate da altri giovani della casa discografica (Marcello Fattorini, Mary Di Pietro e Kiko Fusco). Qualche mese dopo, sempre la Ricordi, pubblica il primo 45 giri della cantante, contenente le canzoni Insegnami ad amare e Bastian contrario, entrambe arrangiate dal maestro Iller Pattacini.

### Ricchi e Poveri

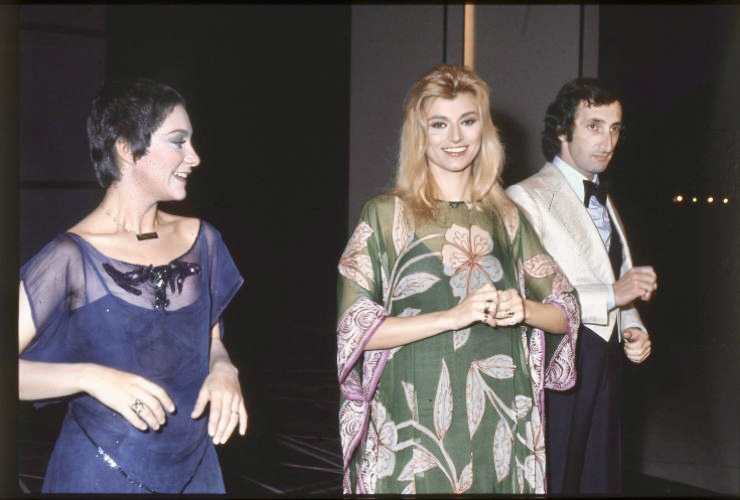
Marina Occhiena con Angela Brambati e Franco Gatti durante la registrazione dell'ultima puntata dello show "Di nuovo tante scuse" di Raimondo Vianello e Sandra Mondaini

Nel 1967, la Occhiena entra a far parte del gruppo dei Ricchi e Poveri, quartetto composto assieme ad Angelo Sotgiu, Franco Gatti e Angela Brambati, con i quali riesce a farsi conoscere dal grande pubblico. Insieme a loro, interpreterà diversi brani di successo, specie all'inizio della carriera, calcando varie volte il palco dell'Ariston in occasione del Festival di Sanremo. Il debutto con il gruppo avviene in realtà al Cantagiro 1968, con L'ultimo amore. Due anni dopo, i quattro sono appunto per la prima volta a Sanremo, dove arriveranno secondi per due anni di seguito, in quello stesso 1970 e nel 1971, rispettivamente con le canzoni La prima cosa bella e Che sarà (quest'ultima rappresenta il più grande successo del gruppo come quartetto fino a quel momento).
Al XXVI Festival di Sanremo i Ricchi e Poveri presentano invece Due storie dei musicanti, dall'album I musicanti. Nel 1977 esce il singolo Una donna cambiata, che non gode di alcuna promozione. Il gruppo decide poi di omaggiare la Liguria, in particolare la città di Genova, incidendo due singoli in lingua ligure: Ma se ghe penso, famosa canzone genovese (composta da Cappello e Margutti), e Chanson de Cheullia (composta da Cappello e Margutti) il cui lato B è costituito da Scigoa (scritta da Augusto Martelli e Franco Franchi). Nel 1978, rappresentano l'Italia all'Eurovision Song Contest, quell'anno tenutosi a Parigi, con Questo amore, tratta dall'omonimo 33 giri e uscita anche in Francia, mentre l'ultimo album nella formazione originaria a quattro membri, pubblicato nel 1980, esce anche nell'edizione spagnola, con quattro brani in lingua, seguìto, poco dopo, da una raccolta di successi in italiano, sempre per i paesi latini.
Nel 1981 Marina (che, nel frattempo, aveva contribuito al gruppo anche in veste di autrice, nonché di adattatrice di testi in lingua straniera - nel 1979, la canzone Mama, composta proprio dalla Occhiena, assieme ad Angelo Sotgiu e Franco, era la sigla del programma TV «Jet Quiz»), alla vigilia della sua esibizione con il gruppo a Sanremo, dove avrebbero dovuto presentare insieme, come quartetto, il brano Sarà perché ti amo (poi diventato famoso nel mondo, nell'interpretazione del gruppo in qualità di trio), decide, dopo 15 anni, di abbandonare la formazione dei Ricchi e Poveri. Vi rientrerà solo tra il 2020 e 2021, in occasione della reunion presentata al 70º Festival di Sanremo.

### Carriera da solista

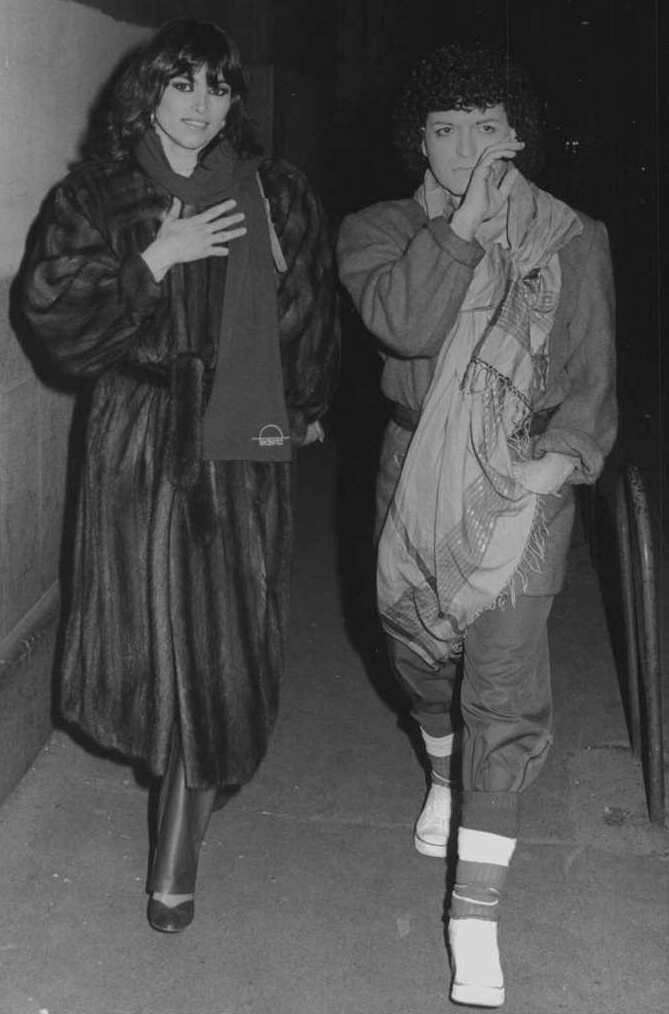
Marina Occhiena e Cristiano Malgioglio nel 1981

Successivamente all'uscita dal gruppo, Marina pubblica alcuni singoli non ottenendo però il successo sperato. Degna di nota la partecipazione della Occhiena al Festivalbar 1985 con il brano Videosogni. Altri brani che ebbero un discreto successo furono, all'inizio degli anni ottanta, Serenata (con cui ha partecipato al Festivalbar 1982) e Talismano (scritta per lei da Cristiano Malgioglio nel 1981).

### Esperienze recitative
Marina è anche attrice, sia per il cinema sia per il teatro. Per il cinema, nel 1984, partecipa alla pellicola Chewingum, per la regia di Biagio Proietti, mentre, nel 1993, recita nella pellicola Abbronzatissimi 2 - Un anno dopo, di Bruno Gaburro. Nel 2015 partecipa al film Camminando nel cielo di Angelo Antonucci, evento speciale al Giffoni Film Festival.
A partire dal 1987 scrive vari soggetti per cinema, teatro e televisione. In teatro interpreta, nel ruolo di co-protagonista, la commedia musicale Gianburrasca, Lisistrata  e Baciami, stupido. Nel 2004 è protagonista in Salomè di Gianni De Feo, nel 2005 in Se stasera sono qui di Lino Procacci.
In televisione è protagonista e autrice di Le mele marce di Pasquale Festa Campanile, è conduttrice di Girocantando per il canale nazionale Odeon TV e partecipa alla soap opera Incantesimo 7, in onda sulle reti Rai, nel ruolo di un personaggio secondario presente esclusivamente nella settima stagione. Prende parte, inoltre, allo spot televisivo Sao Caffè.

### Attività recenti
Nell'autunno del 2006 ha partecipato al reality show L'isola dei famosi, andato in onda su Rai 2, arrivando in finale e classificandosi al terzo posto.
Nel 2008 la cantante ha intrapreso un giro di concerti nelle maggiori piazze italiane accompagnata dalla Grande Orchestra Spettacolo “Le Canzonissime”.
Quindi Marina lavora con la band Parafunky, con la quale nel 2009 ha eseguito un tour estivo.
Nel 2014 incide il brano Hai parlato a Lui di me cantato in duetto con Fra Marco Palmerani, dedicato a Giovanni Paolo II, racchiuso nella compilation Santo Papa Wojtyla (su etichetta Idyllium).
Nel febbraio 2020, in occasione del 70º Festival di Sanremo, Marina e Franco Gatti ritornano a far parte dei Ricchi e Poveri in occasione della reunion per i 50 anni di carriera.
Nel 2022 è ospite del programma mattutino Storie italiane dove si racconta non solo come personaggio famoso, ma anche nella sua vita privata.

### Vita privata
Marina Occhiena ha avuto una storia d'amore con Franco Califano, all'inizio della carriera dei Ricchi e Poveri. Successivamente ha allacciato altre relazioni, una delle quali con il paroliere Cristiano Minellono.
Ha sposato il ginecologo Giuseppe Giordano e nel 1997 ha avuto un figlio.

## Partecipazioni a manifestazioni canore

### Con i Ricchi e Poveri

#### Festival di Sanremo
- 1970 – La prima cosa bella (2º posto)
- 1971 – Che sarà (2º posto)
- 1972 – Un diadema di ciliegie (11º posto)
- 1973 – Dolce frutto (4º posto)
- 1976 – 2 storie dei musicanti (13º posto)
- 2020 – Dopo trentanove anni il gruppo si riunisce per partecipare alla seconda serata del 70º Festival di Sanremo in qualità di ospiti.

#### Altre manifestazioni canore
- 1968 – Cantagiro: L'ultimo amore
- 1970 – Cantagiro: In questa città
- 1970 – Festivalbar: In questa città (4º posto)
- 1970 – Mostra internazionale di musica leggera di Venezia: Primo sole, primo fiore
- 1970 – Caravella dei successi: Primo sole, primo fiore
- 1971 – Cantagiro: Addio mamma, addio papà, Limpido fiume del sud e Amici miei
- 1971 – Mostra internazionale di musica leggera di Venezia: Amici miei
- 1972 – Un disco per l'estate: Pomeriggio d'estate
- 1973 – Un disco per l'estate: Piccolo amore mio
- 1973 – Canzonissima: Penso sorrido e canto
- 1974 – Un disco per l'estate: Povera bimba
- 1974 – Mostra internazionale di musica leggera di Venezia: Amore sbagliato e Torno da te (3º posto)
- 1977 – Rally Canoro Itinerante (ospiti)
- 1978 – Eurofestival: Questo amore (12º posto)
- 1978 – Festivalbar: Questo amore

### Solista
- 1982 – Festivalbar: Serenata
- 1982 – Azzurro: Serenata
- 1985 – Festivalbar: Videosogni
- 1985 – Azzurro: Videosogni
- 1987 – Festivalbar: Getta la tua rosa

## Discografia

### Con i Ricchi e Poveri

#### Album in studio
- 1970 – Ricchi e Poveri
- 1971 – Amici miei
- 1973 – Ricchi & Poveri
- 1974 – Penso sorrido e canto
- 1975 – RP2
- 1976 – I musicanti
- 1978 – Questo amore
- 1980 – La stagione dell'amore
- 2021 – ReuniON

#### Album dal vivo
- 1973 – The Golden Orpheus Festival '73

#### Raccolte
- 1972 – Un diadema di successi
- 1978 – Ricchi & Poveri
- 2020 – Le origini - Discografia '64/'69

### Solista

#### 45 giri
- 1965 – Insegnami ad amare/Bastian contrario (Pataccini) - Dischi Ricordi
- 1981 – Talismano/Maschio (Malgioglio/Bibap) - Carosello Records
- 1982 – Serenata/Serenata (strumentale) (Pace/Russo) - Recordasterix
- 1985 – Videosogni (Schembri/Chierchia) / Una (Carucci/Ferri/Occhiena) - Five Record
- 1987 – Getta la tua rosa (Farfalla) / Qualcosa di speciale (Occhiena/Rivarola/Fasolino) - Five Record

#### Collaborazioni e duetti
- 1965 – A poco a poco (brano di Marina Occhiena, con il solo nome di battesimo, "Marina", dall'Extended Play I ragazzi del Juke-Box, di AA.VV., con Marcello Fattorini, Mary Di Pietro e Kiko Fusco) - Dischi Ricordi
- 2003 – L'amore dei miei sogni (duetto di Marina Occhiena con Nilla Pizzi, dal CD di quest'ultima Insieme si canta meglio, contenente duetti con Platinette, Don Backy, Maria Giovanna Elmi, Fiordaliso, Orso Maria Guerrini, Valeria Marini, Umberto Napolitano, Mino Reitano, Patrizia Rossetti, Maria Teresa Ruta et al.) - Dielle Records
- 2014 – Hai parlato a Lui di me (duetto di Marina Occhiena con Fra Marco Palmerani, dal CD Santo Papa Wojtyla, dedicato a Giovanni Paolo II) - Idyllium

## Filmografia
- Chewingum, regia di Biagio Proietti (1984)
- Abbronzatissimi 2 - Un anno dopo, regia di Bruno Gaburro (1993)
- Incantesimo 7 - serie tv Rai, registi vari (2004-2005)